# Райко Жижич
Райко Жижич (22 січня 1955 — 7 серпня 2003) — югославський баскетболіст.
Олімпійський чемпіон 1980 року, срібний призер 1976 року, бронзовий призер 1984 року.
Переможець Юнацького чемпіонату Європи (U-18) 1972, 1974 років.
Чемпіон світу 1978 року.
Бронзовий призер Чемпіонату світу 1982 року.
Чемпіон Європи 1975 року.
Бронзовий призер Чемпіонату Європи 1979 року.
Переможець чемпіонату Європи серед кадетів (U-16) 1971 року.